# データカードダス
データカードダス（DATA CARDDASS）は、2005年よりバンダイが販売するトレーディングカードアーケードゲーム。略称はDCD。

## 概要

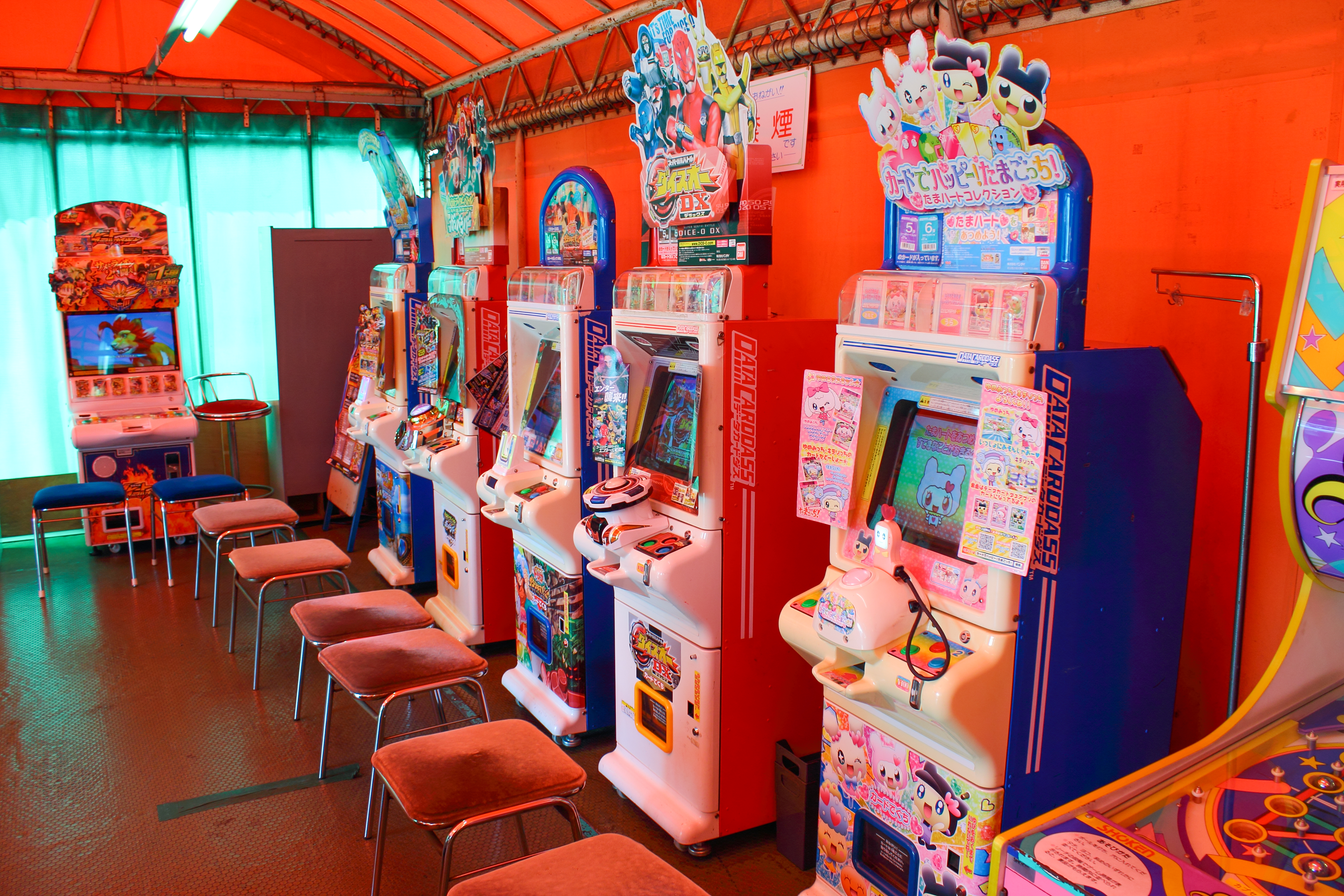
データカードダス筐体
中央の5台が初代、左奥がNEOタイプ
（2012年10月13日）

名称はバンダイ販売のカードダスに由来。2004年ごろからセガが稼働した「昆虫王者ムシキング」、「オシャレ魔女ラブandベリー」がきっかけとなり、バンダイで開発された。
専用バーコードつきのカードを筐体でスキャンすることにより、アーケードゲーム内にカードのデータが反映される。これにより、トレーディングカードとコンピューターゲームの両方の要素を楽しむことができる。書類上はあくまでもアーケードゲーム機ではなく「カード自販機」という扱いになっており、TVCMも放送されるほか一般のスーパーマーケットにも設置されている。
筐体はバンプレスト（現:バンダイナムコエンターテインメント）が開発。初代機の製造はタイトーが行い、採用基板はTaito Type Xを搭載。基本的に、男児を対象にした作品は青、女児を対象とした作品は赤の筐体がそれぞれ使われるが、ソフト（タイトル）交換が行われると一部例外が発生する。赤・青・緑（女児向けは桃・黄・青）の3つのボタンで操作するのが基本となるが、近年は筐体の中心部に特殊なボタンが取り付けられている作品が多い。一部のタイトルでは、ICカードやIDカードを使用してゲームの成績などを記録することができる。2016年11月の新型筐体より、バンダイナムコタイトル共通のバナパスポートカードが採用され、同時にセガ・インタラクティブのAime（アイミー）と相互利用が可能となったが、2019年3月よりコナミアミューズメントのe-AMUSEMENT PASSとタイトーのNESiCA（Amusement IC対応カードのみ）にも対応する予定（FeliCa対応スマートフォンでもバナパスポートカード・Aime・e-AMUSEMENT PASS・NESiCA機能を書き込むことができる）。
2010年代以降はガンバライジングや妖怪ウォッチともだちウキウキペディアにみられるように、主にモンスター列伝　オレカバトルにならった縦画面筐体がリリースされたが、2020年代以降は再び16:9サイズの横画面筐体が多くなりつつある。
一部のバンダイナムコアミューズメント直営店ではデータカードダス専門のコーナー『データカードダスステーション』を設置している。
ゲームタイトルによっては小・中学生を主な対象にトーナメント大会も定期的に行われているが、高校生以上を含む大人のプレイヤーが比較的多いタイトルでは年齢制限なしのトーナメント大会（一部、16〜18歳以上限定とした大人向けの大会もあり）もかなり行われている。
各タイトルのカード一覧や設置店舗検索が利用できるスマートフォン向けアプリ「データカードダスコネクト」を提供していたが、現在はサービス終了している。
筐体の修理サポートは、バンダイナムコテクニカではなく、バンダイパーツセンターが担当している。

## 筐体解説

### 初期タイプ
初代データカードダス。対応ゲームのサービス終了に伴い、2015年4月のプリキュアデータカードダスシリーズの終了をもってType-X使用の初代機は市場より回収された。

### フラットパネルタイプ
2010年の『ドラゴンボールヒーローズ』よりフラットパネルリーダータイプの筐体が登場した。ゲーム基板は独自のものが使用されている。これらは筐体にはデータカードダスと記されていないが、公式サイト上ではデータカードダスの一種として扱われている。同時にICカードへの対応が始まり、ICカード内にゲームの成績をセーブできるようになった。また、筐体内に3Gを利用した通信装置が内蔵されており、全国ランキングの集計やサーバ側から自動的にゲーム要素を開放することが可能（大規模なアップデートはSDカードで供給）になっている。背面にLANコネクタを装備しており、同じタイトルの2台を接続して対戦仕様にすることができる（3台以上の接続はできない）。のちに登場したマジンボーンは使用基板がES2 PLUSで通信装置はWi-Fiを搭載しており、内部的にはデータカードダスF以降の標準的な構成になっているが、2021年現在は採用されていない。画質がかなり悪く、HDに非対応（マジンボーンは例外）であったため、筐体老朽化の激しいドラゴンボールヒーローズは早めに撤退したが、ガンダムトライエイジはかなり長くサービスが続いた。2021年のガンダムトライエイジのサービス終了を最後に市場から回収された。

### データカードダスNEO（シンプルタイプ）
2012年の『百獣大戦グレートアニマルカイザー』より、21.5インチ大型液晶、ICカードリーダーを2カ所搭載の新型筐体が登場。設置店向け資料での表記は「データカードダスNEO」という呼称になっている。カードダスドットコムでは「シンプルタイプ」に該当する。2022年現在採用されているのは『フュージョンファイト！』のみ。Windows Embedded Standard 7を使用したPCベースの基板「ES2 PLUS」を採用しており、ソフトの供給はUSBメモリでのアップデート、及びSSDの交換で行われる。上記のフラットパネルリーダータイプと同様に、通信装置を内蔵している。カードのスキャンは、従来と同様のバーコードを読み取ることで行う。音声出力がモノラルとなっており、上記2タイプの筐体よりも簡素化されている。スピーカーがサービスドアに取り付けられていて聞き取りにくかったため、『アイカツ!』は第4弾より拡張ユニットを用意してコントロールパネル上に移設する措置を行った。また、2014年10月より開始のアイカツ!2015年シリーズでのゲーム内容に対応するため、通信装置を3GからWi-Fiへ変更する措置を行った（ディスク・ウォーズ:アベンジャーズ 魂ロワイヤル以降のタイトルはWi-Fiでの稼働。アニマルカイザーは3Gのまま変更なし）。『ウルトラマン フュージョンファイト!』のサービス終了に伴い、稼働終了した。

### データカードダスM（マルチプレイタイプ）
2013年9月稼働の『大怪獣ラッシュ ウルトラフロンティア』に採用された4人用筐体。設置店向け資料での表記は「データカードダスM（マルチプレイ）」という呼称になっている。カードダスドットコムでは「マルチプレイタイプ」に該当する。55インチのワイド液晶モニタを上向きに設置し、その長辺側に二人ずつプレイヤーが配置される。無線通信装置は内蔵しておらず、ALL.Netに接続してプレイヤー情報やランキングなどの管理を行っていたが、2015年12月に『妖怪ウォッチバスターズ鉄鬼軍』へ換装された際に、他タイトル同様のWi-Fi仕様に変更となった。同タイトルのサービス終了に伴い、市場より回収された。

### データカードダスF（ミニフラットパネルタイプ）
2013年10月稼働の『仮面ライダーバトル ガンバライジング』にて採用された1人用筐体で、他タイトルへの採用はなく事実上の同タイトル専用筐体となった。設置店向け資料での表記は「データカードダスF」という呼称になっている。カードダスドットコムでは「ミニフラットパネルタイプ」に該当する。外観は、データカードダスNEOに32インチの大型モニターを縦型に搭載した形になっている。スピーカーが足元のサービスドアからモニターの上部へと移っており、ステレオ仕様に戻っている。通信装置はWi-Fiを搭載しており、近傍に設置される「バンダイデータスポット（後述）」の3G通信ユニットを通じてサーバにアクセスする。カードのスキャンは、3つのレーンを持つフラットタイプのデバイスを使用する。（ガンバライジングの場合、二次元バーコードは不可視インクを使っているため肉眼では見えない。また、カード表面にも認識用の黒いラインが印刷されているため、カードを前後に動かすほか裏返すというアクションも使用する。）2014年稼働の「ナイスドライブ2弾」ではデータカードダス史上初めての完全オンライン対戦が実装された。2015年以降は最初から隠し搭載されていたもう一つのQRコードリーダーを使用し、玩具をスキャンできるようになった。『ガンバライジング』の稼働終了に伴い市場より順次回収された。

### データカードダスO（プリントタイプ）
2014年1月稼働の『妖怪ウォッチ ともだちウキウキペディア』より採用される1人用筐体。設置店向け資料での表記は「データカードダスO」という呼称になっている。カードダスドットコムでは「プリントタイプ」に該当する。基本仕様はFタイプに準ずるが、カードの払い出しが従来の「印刷済カードをカードディスペンサーで払い出す」ものではなく、昇華型カラープリンタによるオンデマンド印刷によって行われる。カードのスキャンはNEOタイプと同型のスキャナで、カードに印刷される二次元バーコードを読み取る。背面にLANコネクタ（RJ-45）が用意されているが、現在は対応していない。2016年7月のアップデート『～ウキウキペディアドリーム』では、市販の「妖怪ドリームメダル」との連動のため、NFCリードライターが追加された。2020年10月の「妖怪ウォッチ～」サービス終了と共に全数が『最響カミズモード!』へ換装、または回収されている。

### データカードダスK
2020年10月に換装された『最響カミズモード!』より採用された1人用筐体。設置店向け資料での表記は「データカードダスK」という呼称になっている。カミズモードで使用する太鼓型コントローラーが搭載され、物理ボタンは存在しない。データセーブはガンバライジングの「データセーブ対応ガンバライダーカード」とほぼ同じものを使用。また、オンデマンド印刷での払い出しからカードディスペンサーによる払い出しに変更されている。同タイトルのサービス終了と共に市場から回収された。

### データカードダスT（プリントタイプ）
2016年5月稼働の『アイカツスターズ!』より採用された2人用筐体。設置店向け資料での表記は「データカードダスT」という呼称になっている。カードダスドットコムでは「プリントタイプ」に該当する。「T=タッチ」が指すとおり、縦型モニターの下に新たにタッチパネルを搭載し、左右にはステレオスピーカーが付いている。2人用に使われる3つのボタンは初代機やNEOを概ね引き継ぐ一方、カードのスキャンはNEOタイプやOタイプのような差し込んでスキャンするものではなく、二次元バーコードをかざす仕様になった。カードのオンデマンド印刷による払い出しはOタイプとほぼ同等。通信装置は他作品と同様にWi-Fi仕様（Oタイプ同様、背面にRJ-45があるが使用していない）。データセーブは、「学生証」と呼ばれる印刷か配布でもらったカードに記載されたQRコードをスキャンして対処する。「アイカツオンパレード!」の印刷用紙切れ（アイカツ！オフィシャルショップにのみ継続して設置）に伴うサービス終了と共に回収された。

### データカードダスD（タッチパネルタイプ）
2016年11月稼働の『スーパードラゴンボールヒーローズ』より採用された1人用筐体で事実上の同タイトル専用筐体となっている。設置店向け資料での表記は「データカードダスD」という呼称になっている。カードダスドットコムでは「タッチパネルタイプ」に該当する。メインモニターに32インチ高解像度モニターを使用し、カードの操作パネルも『機動戦士ガンダム U.C.カードビルダー』風のタッチパネル方式のモニターに変更された。データのセーブがこれまでのICカードおよびリーダーがリーダーが置き型や挿入型からタッチ式へとなり、タイトル専用カードからバナパスポートカードやAime（アイミー）へ変更となっている。また、ドラゴンボールヒーローズから互換性を取る関係でグラフィック機能はフラットパネルタイプからほぼ据え置きとなっている。新規格「アミューズメントICカード」への対応は2019年3月に行われた。2024年には筐体のコンバージョンが行われず、データカードダスIに置き換えるために回収された。

### データカードダスR
2020年12月に稼働された『アイカツプラネット!』より採用された1人用筐体。設置店向け資料での表記は「データカードダスR」という呼称になっている。筐体の表面のどこにもボタンが存在しない。基板は従来のES2 PLUSではない新基板を採用、ディスプレイには2台の高解像度モニターを使用し、操作パネルもデータカードダスDに続きタッチパネル方式のモニターを採用。物理ボタンが廃止され、正面には対応玩具を読み取る専用スキャナ、右手にライセンスなどの二次元コード読み込み用カメラ、周辺にはLEDを搭載する。サーバとの通信はデータスポット経由ではなく、筐体ごとにLTE回線を使用する。 （アイカツプラネットでの）サービス終了に伴い、公式LINE・公式HPマイページ機能は2023年3月30日をもって終了した。なお『アイカツプラネット』の筐体は2023年3月以降『仮面ライダーバトル ガンバレジェンズ』へ換装され、排出されるカードは「スイング」から変更され、通常のデータカードダス規格と同じカードを排出するようになった。カードはスキャンのみに使用し、プレイ中に激しく動かすことでカードを摩耗させるリスクはなくなった。また、サーバとの通信はLTE回線からデータスポット経由(Wi-Fi)に変更された。

### データカードダスH
2022年2月に稼働の『機動戦士ガンダム アーセナルベース』より採用された1人用筐体。設置店向け資料での表記は「データカードダスH」という呼称になっている。データカードダスRと同様通信機能にバンダイデータスポットを介しないため、ゲームセンターで稼働させるための負担が大幅に減少した。オンライン回線にはALL.Netが採用された。筐体に設置された物理ボタンは1つのみとなる。カードはベンダー式で排出される。

### データカードダスI
2024年11月に稼働の『ドラゴンボールスーパーダイバーズ』より採用された1人用筐体。設置店向け資料での表記は「データカードダスI」という呼称になっている。バンダイナムコパスポートを翳すパーツのデザインが2022年のバンダイナムコのロゴ変更の影響で初めて変更され、ロゴ変更のバンダイナムコのバナパスポート対応作品としては初の新規設計筐体ともなった。
ゲーム画面は縦型にした3つの大型液晶モニタをパノラマ状に並べたものに加え、データカードダスDと同様のカード操作を兼ねたタッチパネルの全4画面構成。カードディスペンサーは複数の払い出し種別がある専用タイプで、従来店舗スタッフによって配布・交換されていたキャンペーンカードを条件に沿って自動で払い出せるようになっている。

### バンダイデータスポット
データカードダスFと同時に設置が開始されたもの。内部にはWindows Embedded Standard 7で動作するセットトップボックスとWi-Fiルータ、3Gルータが搭載されており、データカードダスFやO以降に登場したタイトルではデータスポットを介してサーバとリアルタイムでの双方向通信が可能になった。そのため、オフライン状態など何らかの理由でデータスポットの機能が停止すると、傘下の各ゲームにおいても障害が発生する。コイン投入口やバーコードのスキャナはなく、ゲームをプレイしたりカードを購入することはできない。しかし、ICカードリーダーと(Micro)SDカードリーダーが露出されているため、これらを利用した連動要素などが存在した。タッチパネル式モニターを搭載しており、各タイトルのプロモーション映像や関連商品の紹介を見ることができる。モニターの下部にはSDカードスロット（通常サイズのSDカードとmicroSDカードの二つのスロットがある）とデータカードダス用ICカードに対応したICカードリーダライターを装備しており、SDカードスロットを使い「アイカツフォンスマート」や「DX妖怪ウォッチシリーズ（ドリームまで。エルダは非対応）」の追加データの配信と、ICカードリーダライターを使用してマジンボーンのマイベース閲覧やアイカツ!のマイルーム閲覧とアイテム取得、TAMAGOTCHI 4Uのアイテム取得などをすることができた（現在はすべてサービス終了）。2014年9月のアイカツ!のWi-Fi化に伴い、データカードダスFやOを設置していないアイカツ!の設置店にも新たに設置されるようになった。筐体のデモ画面では、現時点で稼働しているすべてのデータカードダス作品の版権表記も表示されるが、2024年現在はガンバレジェンズが表記されなくなった。2024年3月から、ルータ機能のみを搭載した新型との置き換えが始まり、新型はデータカードダスの筐体の鉄板部分に磁石で固定する形状となった。

## 遊び方
ここでは、ほぼ共通している部分を説明する。詳細は各タイトルの記事を参照。
1. 100円を入れる（ただしワンピース（無印のみ）、大怪獣バトルは、ボタンを押してから。たまごっち（たまコンまで）は、カードを読み込んでから）。
2. モード選択後、必ずカードが貰える（遊ばずにカードだけを買うこともできる。また、たまごっち（たまコンまで）ではゲーム終了後に貰う事が出来る）。
  - アニマルカイザーのみ、カードだけを買うことができず、ゲーム終了後の払い出しとなる(グレートアニマルカイザーは2013年3月よりカードだけを買えるように変更された)。
3. 2人で遊べる。
4. 赤、青、緑の3つのボタンがある（ただしトリコ　爆狩ジャングルメ!!のみ赤ボタンと青ボタンが8方向ジョイスティックになっている。また、グレートアニマルカイザーは青ボタンの代わりに黄色ボタンが存在する。）。
5. カードを読み込ませて遊ぶ（データカードダスOの各タイトルで初めて遊ぶときはこの手順は省略される）。

## 稼働中タイトル
稼働予定タイトルを含む。
データカードダスHタイプ
- 機動戦士ガンダム アーセナルベース（2022年2月）

データカードダスRタイプ
- 仮面ライダーバトル ガンバレジェンズ（2023年3月）

データカードダスIタイプ
- ドラゴンボールスーパーダイバーズ（2024年11月）

## 日本未展開のデータカードダス
以下のタイトルは中国でのみ稼働している。筐体はNEOタイプを使用している。
- 哆啦A夢時空冒險記（ドラえもん・時空冒険記（原題））[6]

以下のタイトルは中国でのみ稼働している。使用している筐体は不明
- 奥特曼光辉共斗（ウルトラマンシャイニングユナイト ）[7]

以下のタイトルは東南アジア諸国のみで稼働していた。筐体はNEOタイプにダイスオーDXの筐体についていた特殊ボタンを取り付けたものを使用している。
- Power Rangers Card Battle (パワーレンジャー・カードバトル(原題))[8]　このタイトルは「ダイスオー」を、画面サイズをそのままにデータカードダスN筐体に移植して稼働したものである。2023年時点では稼働終了済みと思われる。

以下のタイトルは中国でのみ稼働している。筐体はタッチパネルタイプを使用している
- 海贼王联合激斗(ワンピース・ユナイテッドファイト(原題))

## 稼働終了タイトル
注釈のないものは初期タイプでの稼働。専用規格、または汎用規格のICカードを使用した作品は太文字で記述する。
アニマルカイザーシリーズ
- 百獣大戦アニマルカイザー（2007年8月、2ボタンの専用筐体での稼動）
- 百獣大戦グレートアニマルカイザー（2012年7月、バンダイナムコゲームスレーベルのタイトル）※NEOタイプ

アイカツ!シリーズ
- アイカツ!（2012年10月）※NEOタイプ
- アイカツスターズ!（2016年5月）※Tタイプ
- アイカツフレンズ!（2018年4月）※Tタイプ
- アイカツオンパレード!（2019年10月） ※Tタイプ
- アイカツプラネット!（2020年12月）※Rタイプ

ドラゴンボールシリーズ
- データカードダス ドラゴンボールZ（2005年3月）
- データカードダス ドラゴンボールZ2（2006年4月）
- DRAGONBALL Z 爆烈IMPACT（2007年5月）
- DRAGONBALL Z W爆烈IMPACT（2008年6月）
- DRAGONBALL改 DRAGON BATTLERS（2009年6月）
- ドラゴンボールヒーローズ（2010年11月）※フラットパネルタイプ
- スーパードラゴンボールヒーローズ（2016年11月）※タッチパネルタイプ

NARUTO -ナルト-シリーズ
- NARUTO ナルティメットカードバトル（2005年10月）
- NARUTO-ナルト- 疾風伝 究極任務 ナルティメットミッション（2007年2月）
- NARUTO-ナルト- 疾風伝 ナルティメットフォーメーション（2007年12月）
- NARUTO-ナルト- 疾風伝 ナルティメットクロス（2009年1月）

デジモン（デジタルモンスター）シリーズ
- 究極対戦!!デジモンバトルターミナル（2006年5月）
- 究極対戦!!デジモンバトルターミナル02（2007年8月）
- デジモンクロスウォーズ 超デジカ大戦（2010年8月）
- デジモンクロスウォーズ 超デジカ大戦 ジェネラルストライカーズ（2011年4月）
- データカードダス アプリモンスターズ（2016年11月）※フラットパネルタイプ

たまごっちシリーズ
- 超ねんじゅーかいさい カードでおーえん! たまごっちカップ（2006年5月）
- オールシーズンさぁイコー!カードでエントリー!たまごっちコンテスト（2007年3月）
- たまごっちとふしぎな絵本（2008年4月）
- カードでちゃくしん!たまごっち!（2010年3月）
- カードでハッピー!たまごっち! たまハートコレクション（2011年10月）
- たまごっちリズム TamaRiz（2012年12月）※玩具連動型タイプ

大怪獣バトル（ウルトラ）シリーズ
- 大怪獣バトル ULTRA MONSTERS（2007年4月）
- 大怪獣バトル ULTRA MONSTERS EX（2007年12月）
- 大怪獣バトル ULTRA MONSTERS NEO（2008年8月）
- 大怪獣バトル ULTRA MONSTERS NEO ギャラクシーレジェンド（2009年10月）
- 大怪獣バトル RR（2010年4月）
- 大怪獣ラッシュ ウルトラフロンティア（2013年9月）※Mタイプ
- ウルトラマン フュージョンファイト!（2016年7月）※NEOタイプだがICカード非対応。（中国では現在も「奥特曼融合激战」のタイトルで稼働中だが、ウルトラマンシャイニングユナイト(原題)にリニューアル予定。）

プリキュアデータカードダス（プリキュアシリーズ）
- うたって!プリキュアドリームライブ 〜スピッチュカードでメタモルフォーゼ!?〜（2007年11月）
- プリキュアオールスターズ GoGoドリームライブ!（2008年11月）
- プリキュアオールスターズ フレッシュドリームダンス（2009年7月）
- プリキュアオールスターズ ハートキャッチドリームダンス（2010年2月）
- プリキュアオールスターズ（2010年8月）※2013年2月以降玩具連動型タイプへ移行
- プリキュア プリンセスパーティー（2015年4月）※NEOタイプだがICカード非対応。
- プリキュア まほうのパーティー（2016年4月）※NEOタイプだがICカード非対応。

ONE PIECEシリーズ
- ワンピーベリーマッチ（2008年5月）
- ワンピーベリーマッチダブル（2009年9月）
- ワンピーベリーマッチアイシー!（2011年10月）※ICカード対応
- ワンピートレジャーワールド（2012年12月）※ICカード対応
- ワンピースキングス（2014年3月）※Oタイプ

仮面ライダーシリーズ
- 仮面ライダーバトル ガンバライド（2008年12月）※2010年9月以降玩具連動型タイプへ移行し、2012年9月以降ICカード対応へと追加された
- 仮面ライダーバトル ガンバライジング（2013年10月）※Fタイプ。2015年10月以降玩具連動型へ移行

スーパー戦隊シリーズ
- スーパー戦隊バトル ダイスオー（2010年3月）
- スーパー戦隊バトル ダイスオーDX（2011年2月）※2013年3月以降玩具連動型タイプへ移行
- スーパー戦隊バトル ダイスオーEX（2014年2月）
- スーパー戦隊データカードダス 快盗戦隊ルパンレンジャーVS警察戦隊パトレンジャー（2018年2月）※Oタイプ
- スーパー戦隊データカードダス 騎士竜戦隊リュウソウジャー（2019年3月）

トリコ
- トリコ イタダキマスター（2011年4月）※初のICカード対応
- トリコ 爆狩ジャングルメ!!（2013年6月）※ICカード対応

ガンダムシリーズ
- ガンダムトライエイジ（2011年7月）※フラットパネルタイプ

レベルファイブ
- データカードダス ダンボール戦機（2011年11月）※ICカード対応
- 妖怪ウォッチ ともだちウキウキペディア（2014年1月）※Oタイプ
- 妖怪ウォッチバスターズ 鉄鬼軍（2015年12月）※Mタイプ・玩具連動型タイプ
- 妖怪ウォッチ ウキウキペディアドリーム（2016年7月）※Oタイプ・玩具連動型タイプ（以降同じ）
- 妖怪ウォッチ ウキウキペディアシャドウサイド（2018年7月）※Oタイプ
- 妖怪ウォッチ ウキウキペディア極（2019年5月）※Oタイプ
- 妖怪ウォッチ ウキウキペディア学園Y（2020年1月）※Oタイプ

その他
- マジンボーン（2014年4月）※フラットパネルリーダータイプ
- MARVEL ディスク・ウォーズ:アベンジャーズ 魂ロワイヤル（2014年6月）※NEOタイプ
- ドリフェス!（2016年11月）※NEOタイプ
- ディズニー マジックキャッスル キラキラシャイニー★スター（2016年12月）※NEOタイプ+ガシャポンマシン2台
- ブラッククローバー グリモワールバトル（2017年11月）※フラットパネルリーダータイプ
- 最響カミズモード!（2020年10月）※Kタイプ。太鼓型コントローラーを搭載し従来の物理ボタンは装備しない

以下は過去に稼働していたシリーズも含む。